# 에프라임 주로프
에프라임 주로프(히브리어: אפרים זורוף, 1948년 8월 5일 ~ )는 미국 태생의 이스라엘 역사가이자 나치 사냥꾼으로 나치와 파시스트 전범들을 재판에 회부하는 데 핵심적인 역할을 해왔다. 예루살렘에 있는 지몬 비젠탈 센터 사무실의 책임자인 주로프는 비젠탈 센터의 전 세계 나치 전범 연구 조정자이자 가장 수배된 나치 전범들의 목록을 포함하는 전 세계 나치 전범들에 대한 조사와 기소에 관한 연례 "현황 보고서"의 저자이다.